# Zubayr Amiri
Pour les articles homonymes, voir Amiri.
Zubayr Amiri est un footballeur international afghan né le 2 mai 1990 à Kaboul. Il évolue au poste de milieu de terrain avec l'équipe réserve de l'Eintracht Francfort. Son cousin, Nadiem Amiri, est également footballeur au Bayer Leverkusen.

## Biographie

### En club
Il est formé au 1. FC 06 Langdiebach et au TSV Hanau, puis au SV Viktoria Aschaffenbourg, où il intègre l'équipe première en Oberliga en 2009-10. Il marque son premier but le 2 août 2009, lors d'une victoire 3-0 face au FSV Francfort rés..
En 2010, il s'engage avec l'équipe réserve de l'Eintracht Francfort, qui évolue une division au-dessus, en Regionalliga Sud. Il y marque son unique but le 7 décembre 2010, lors d'une victoire 4-0 face au TSV 1860 Munich  rés..
À l'issue de la saison, il se retrouve sans club jusqu'en décembre 2011, lorsqu'il s'engage avec le FC Bayern Alzenau, toujours en Regionalliga Sud.
À l'été 2012, il décide de revenir dans son club formateur, le SV Viktoria Aschaffenbourg. Néanmoins, moins de deux mois après son arrivée, il résilie son contrat et retourne au FC Bayern Alzenau. Il marque son premier but sous les couleurs du club le 30 mars 2013, lors d'un défaite 1-3 face au SG Sonnenhof Großaspach. Le club termine lanterne rouge de Regionalliga Sud Ouest. Malgré la relégation en Oberliga, il reste au club mais ne parvient pas à le faire remonter, évitant de peu une nouvelle relégation.
Il rejoint ensuite le SC Hessen Dreieich, club évoluant également en Oberliga. Il marque son premier but avec le club le 22 août 2015, lors d'une défaite 1-3 face au KSV Baunatal. Lors de la saison 2016-17, il termine champion de son groupe d'Oberliga. Néanmoins, le club n'obtient pas la promotion, mais réédite la même performance la saison suivante. Cette fois-ci, le club accède à la Regionalliga Sud Ouest, mais termine à la dernière place.

### En équipe nationale
Il honore sa première sélection en équipe d'Afghanistan le 11 avril 2011, lors d'un match de qualification à l'AFC Challenge Cup 2012 contre la Corée du Nord (défaite 2-0). 
Il marque son premier but international le 24 décembre 2015, lors d'une victoire 4-0 sur le Bangladesh, à l'occasion de la Coupe d'Asie du Sud 2015. L'Afghanistan atteint la finale de cette compétition, en étant battu par l'équipe d'Inde après prolongation (2-1). Lors de cette finale, Amiri se met en évidence en inscrivant son second but en équipe nationale.
Le 5 septembre 2017, il inscrit son troisième but avec l'Afghanistan, lors d'une rencontre face à la Jordanie. Ce match perdu 4-1 rentre dans le cadre des éliminatoires de la Coupe d'Asie des nations 2015.

#### Buts en sélection
| N° | Date             | Lieu                                                       | Adversaire | Score | Résultat | Compétition                                              |
| -- | ---------------- | ---------------------------------------------------------- | ---------- | ----- | -------- | -------------------------------------------------------- |
| 1. | 24 décembre 2015 | Trivandrum International Stadium, Thiruvananthapuram, Inde | Bangladesh | 3–0   | 4-0      | Championnat d'Asie du Sud de football 2015               |
| 2. | 3 janvier 2016   | Trivandrum International Stadium, Thiruvananthapuram, Inde | Inde       | 1–0   | 1-2      | Championnat d'Asie du Sud de football 2015               |
| 3. | 5 septembre 2017 | Stade international d'Amman, Amman, Jordanie               | Jordanie   | 1–3   | 1-4      | Éliminatoires de la Coupe d'Asie 2019                    |
| 4. | 29 mai 2021      | Jebel Ali Centre of Excellence, Dubaï, Émirats arabes unis | Singapour  | 1–1   | 1-1      | Amical                                                   |
| 5. | 11 juin 2022     | Salt Lake Stadium, Calcutta, Inde                          | Inde       | 1–1   | 1-2      | Troisième tour des éliminatoires de la Coupe d'Asie 2023 |

## Palmarès

### En club
- Oberliga Hessen
  - Champion : 2016-17, 2017-18

### En sélection
- Coupe d'Asie du Sud
  - Finaliste : 2015